# Razia ad-Dín
Razia ad-Dín (1205 – 14. října 1240), panovnickým jménem Jalâlat ud-Din Raziyâ, byla jedinou ženou, která získala v Dillíském sultanátu titul sultána a vládla v Dillí jako pátý mamlúcký sultán v letech 1236 – 1240.

## Následnice trůnu
Razia ad-Dín byla dcerou mamlúckého sultána Šamsuddína Iltutmiše, který v Dillí vládl v letech 1211 – 1236. Poté, co v roce 1229 zemřel sultánův nejstarší syn a následník trůnu, rozhodl se sultán jmenovat na tento post svou dceru Razii, a to i přesto, že to u šlechty vyvolalo silný odpor. Razia byla ovšem vzdělaná žena a otec ji plně důvěřoval - v době své nepřítomnosti jí svěřoval řízení věcí v sultanátu. Cvičila se také v boji a svého otce často doprovázela do bitev.

## Boj o trůn
Po smrti otce, 29. dubna 1236 se nestala panovnicí Razia, ale její bratr Ruknuddín Fírúz, který byl na trůn dosazen svou matkou a skupinou vlivných guvernérů. Proti novému sultánovi ale záhy povstal jeho další sourozenec, bratr Ghiasuddín, guvernér Oudhu. Ruknuddín se s Ghiasuddínem utkal v bitvě, čehož využila Razia, obsadila hlavní město Dillí a zmocnila se trůnu. Svého bratra Ruknuddína i jeho matku nechala zajmout a oba popravit. Vláda sultána Ruknuddína tak po šesti měsících skončila.

## Panovnice
Od chvíle, kdy se Razia ujala vlády, se proti ní začalo připravovat spiknutí nespokojených guvernérů z Budaunu, Multánu, Láhauru a Hansi. Toto spiknutí bylo záhy odhaleno a potlačeno. Po dosažení křehkého míru se sultán(ka) Razia pustila do reorganizace státního systému a do zlepšení infrastruktury výstavbou silnic. Pokusila se také nastolit mír mezi muslimy a hinduisty v zemi a zrušila nespravedlivou daň uloženou nemuslimům. Tímto opatřením proti sobě popudila muslimskou šlechtu. Roku 1239 se tak musela na bojišti utkat s guvernérem Láhauru, kterého v bitvě porazila. Dalším protivníkem se jí stal bratranec Malik Ichtiaruddín Altunia, guvernér Bhatindy, který tvrdě odsoudil to, že Razia jmenovala svého etiopského otroka Džamaluddína Jaquta do vysoké funkce vrchního podkoního v královských stájích a učinila z něj svého poradce (a dle některých pomluv údajně i milence). Guvernér Altunia její vojsko porazil, Jaquta zabil a Razii uvěznil. Aby se Razia vyhnula popravě, rozhodla se provdat se za svého bratrance a věznitele Altuniu a společně pak vytáhli do boje proti dalšímu z jejích bratrů, Muizeovi ud din Bahramovi, který se mezitím zmocnil vlády v sultanátu. 14. října 1240 zahynula Razia i její manžel v bitvě.